# Marina Markova
Marina Alekseevna Markova (in russo Марина Алексеевна Маркова?; San Pietroburgo, 27 gennaio 2001) è una pallavolista russa, schiacciatrice del VakıfBank.

## Carriera

### Club
La carriera di Marina Markova inizia nel settore giovanile del Leningradka, dove gioca fino al 2019, quando si trasferisce nella lega universitaria statunitense NCAA Division I: gioca per la Syracuse per un triennio (2019-2021), prima di approdare alla Florida nel 2022, ricevendo qualche riconoscimento individuale.
Nella stagione 2023-24 inizia la sua carriera da professionista in Turchia, dove milita in Sultanlar Ligi con il Sigorta Shop fino a febbraio, quando si trasferisce nella Serie A1 italiana per completare l'annata, difendendo i colori dell'AGIL, con cui vince la Challenge Cup. Dopo una breve parentesi in Indonesia al Jakarta Elektrik PLN, torna nella massima divisione turca nella stagione seguente, ingaggiata dal VakıfBank.

## Palmarès

### Club
- Campionato turco: 1

2024-25
- Challenge Cup: 1

2023-24

### Premi individuali
- 2022 - All-America Third Team
- 2022 - NCAA Division I: Madison Regional All-Tournament Team